# مخزن سد ورورا
مخزن سد ورورا (به لاتین: Varvara reservoir) یک مخزن سد و دریاچه در جمهوری آذربایجان است که در شهرستان یولاخ واقع شده‌است.